# Xenia Goodwin
Xenia Goodwin é uma atriz e dançarina australiana. Ela é mais conhecida por interpretar a personagem Tara Webster na série da ABC Dance Academy que foi sua primeira aparição na TV. Como Tara, ela atuava como papel principal da série. Ela também teve um papel de convidada em "Os bobos da corte" em 2011. Goodwin estudou dança no Tanya Pearson Classical  Coaching Academy e o Valerie Jenkins Academy of Ballet.

## Filmografia
| Ano       | Título                      | Personagem      | Notas                          |
| --------- | --------------------------- | --------------- | ------------------------------ |
| 2010–2013 | Dance Academy               | Tara Webster    | Atriz principal (65 episodios) |
| 2011      | The Jesters                 | Bec             | Episode: "The Fallout"         |
| 2015      | You Cut, I Choose           | Rosey           | Short film; Atriz principal    |
| 2015      | Winter                      | Natalie Higgins | Episode: "Skeletons"           |
| 2017      | Dance Academy: The Comeback | Tara Webster    | Main Role                      |